# Willys Jeep Wagon
Willys Jeep Wagon — автомобиль, созданный компанией Willys-Overland Motors на базе автомобиля Jeep CJ серии CJ-2A, гражданской версии легендарного Willys MB.

## Двигатели
- 1946-50 L4-134 Go-Devil
- 1948-50 L6-148 Lightning
- 1950-65 F4-134 Hurricane
- 1950-51 L6-161 Lightning
- 1952-54 F6-161 Hurricane
- 1954-62 L6-226 Super Hurricane
- 1962-65 6-230 Tornado

## Галерея

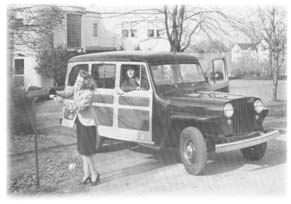
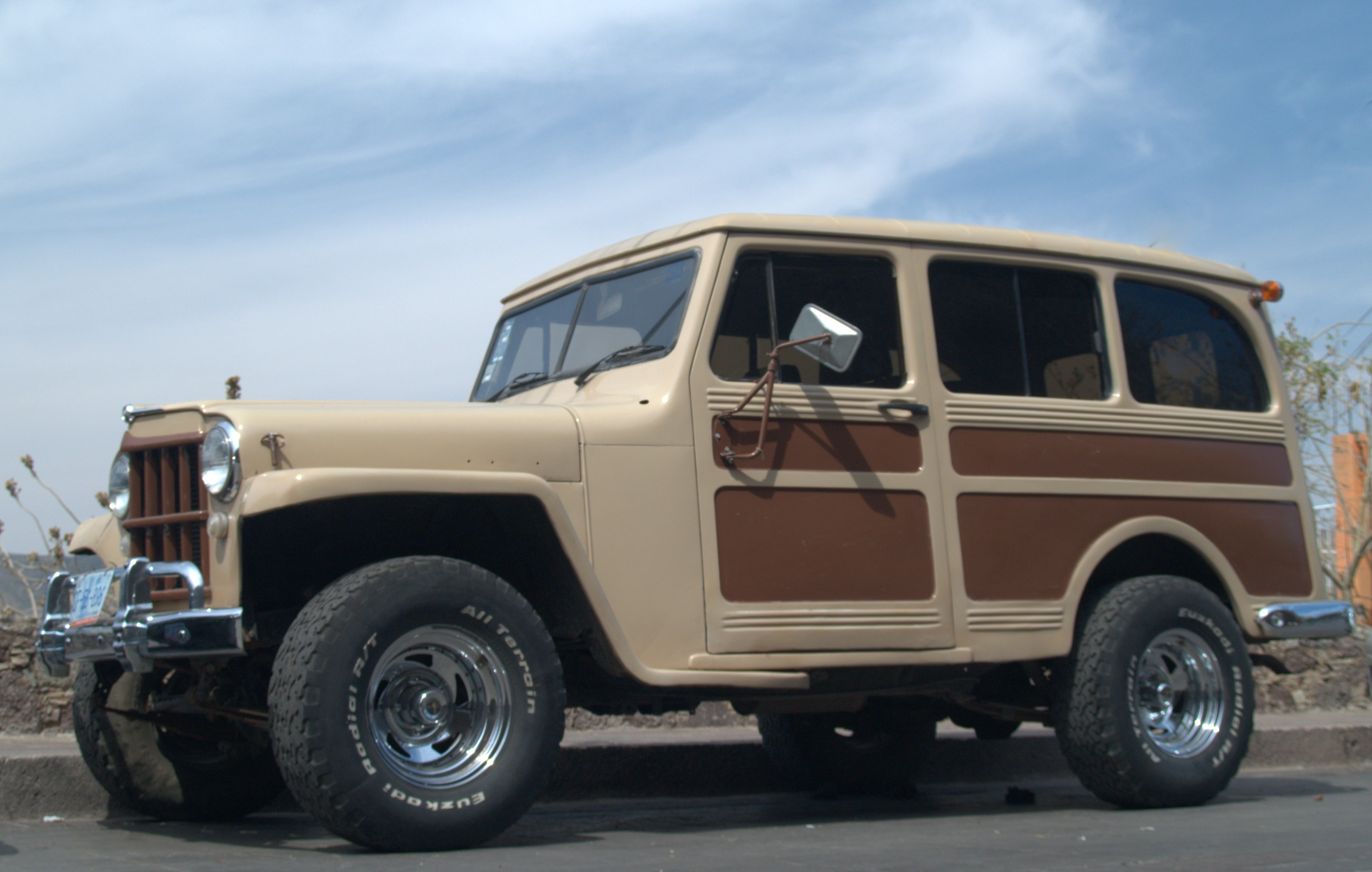
модифицированный Willys Jeep Wagon 1950 года